# Stema Bruneiului

Stema Bruneiului

Stema națională a Bruneiului este prezentată în mod proeminent pe steagul Bruneiului. A fost realizată în 1932 și a fost adoptată la 29 octombrie 1959. Pe stema națională (blazonul) există cinci componente principale: drapelul, umbrela regală (umbrela ceremonială), aripile, mâinile și semiluna.
Sub semilună este prezentat un stindard; ambele sunt inscripționate cu litere galbene în arabă:
- Pe semilună este scris motto-ul național al Bruneiului: „Faceți-vă întotdeauna treaba sub îndrumarea Domnului“ الدائمون المحسنون بالهدى).
- Pe stindard este scris numele statului: Brunei Darussalam بروني دارالسلام  ), literalmente „Brunei, sălașul păcii”.

## Proiectare
Toate elementele de pe blazon sunt roșii. În unele versiuni au contururi negre; altele au contururi incolore.
1. Steagul în formă de rândunică și umbrela  (payung ubor-ubor) precum și regalia monarhiei sultanatului,[1] au fost însemnele regale de la crearea emblemei.
2. Aripile simbolizează protecția dreptății, liniștea, prosperitatea și pacea.
3. Sub acestea se aflăsemiluna, simbol al islamului, religia de stat din Brunei.
4. Pe părțile laterale, mâinile înălțate indică datoria guvernului de a păstra și promova bunăstarea cetățenilor și de a proteja poporul.

## Stema personală a sultanului

Stema personală a sultanului

După ce Constituția a fost adoptată în 1959, sultanul Bruneiului a adoptat o stemă diferită de emblema statului, prin faptul că cele două mâini au fost înlocuite de două pisici în poziție așezată aurii. La încoronarea sa din 1968, sultanul Hassanal Bolkiah a folosit o coroană (mahkota) cu un design original datorită faptului că s-a bazat pe turbanele de brocart folosite de sultanii precedenți. Este confecționat din metal prețios, decorat cu pandantiv și un ornament de turban format dintr-o stea cu zece vârfuri și acoperit cu un ornament cu șapte vârfuri.
În jurul anului 1999 stema sultanului a fost înlocuită cu una mai complexă. A fost menținută semiluna înscrisă, și a fost adăugată umbrela cu aripi, acestea fiind elementele de bază. În plus, coroana sultanului a fost adăugată peste ele. Aceste elemente sunt înconjurate de o ghirlandă formată din spice de grâu nedecorticat, iar deasupra este scris numele lui Dumnezeu (Allah). Pe stindardul galben al sultanului, stema este tot roșie.

## Steme din trecut

Stemă din 1932–50
Stemă din 1950–59
Stemă din 1959-prezent